# Смыковцы
Смыковцы (укр. Смиківці) — село в Великоборковской поселковой общине Тернопольского района Тернопольской области Украины. Расположено на реке Гнездечна, на востоке района.
Население по переписи 2021 года составляло 1343 человек. Почтовый индекс — 47717. Телефонный код — 352.